# Valerie Fleming
Valerie Fleming (n. 18 decembrie 1976, California, SUA) este o sportivă ce a reprezentat Statele Unite ale Americii, medaliată olimpică. A participat la o ediție a Jocurilor Olimpice (2006) în care a câștigat o medalie de argint în proba de bob.